# Castillon-Massas
Castillon-Massas (gaskognisch: Castilhon de Massàs) ist eine französische Gemeinde mit 225 Einwohnern (Stand: 1. Januar 2022) im Département Gers in der Region Okzitanien (vor 2016 Midi-Pyrénées). Sie gehört zum Arrondissement Auch und zum Kanton Gascogne-Auscitaine. Castillon-Massas ist zudem Mitglied des 2001 gegründeten Gemeindeverbands Grand Auch Cœur de Gascogne. Die Einwohner werden Castillonais genannt.

## Lage
Castillon-Massas liegt etwa neun Kilometer nordnordwestlich der Stadt Auch. Umgeben wird Castillon-Massas von den Nachbargemeinden Lavardens im Norden und Nordwesten, Peyrusse-Massas im Norden, Roquelaure im Osten, Auch im Südosten, Castin im Süden sowie Saint-Lary im Westen.

## Bevölkerungsentwicklung
| Jahr                       | 1962 | 1968 | 1975 | 1982 | 1990 | 1999 | 2006 | 2011 | 2020 |
| Einwohner                  | 175  | 130  | 146  | 169  | 171  | 197  | 235  | 250  | 240  |
| Quellen: Cassini und INSEE |      |      |      |      |      |      |      |      |      |

## Sehenswürdigkeiten

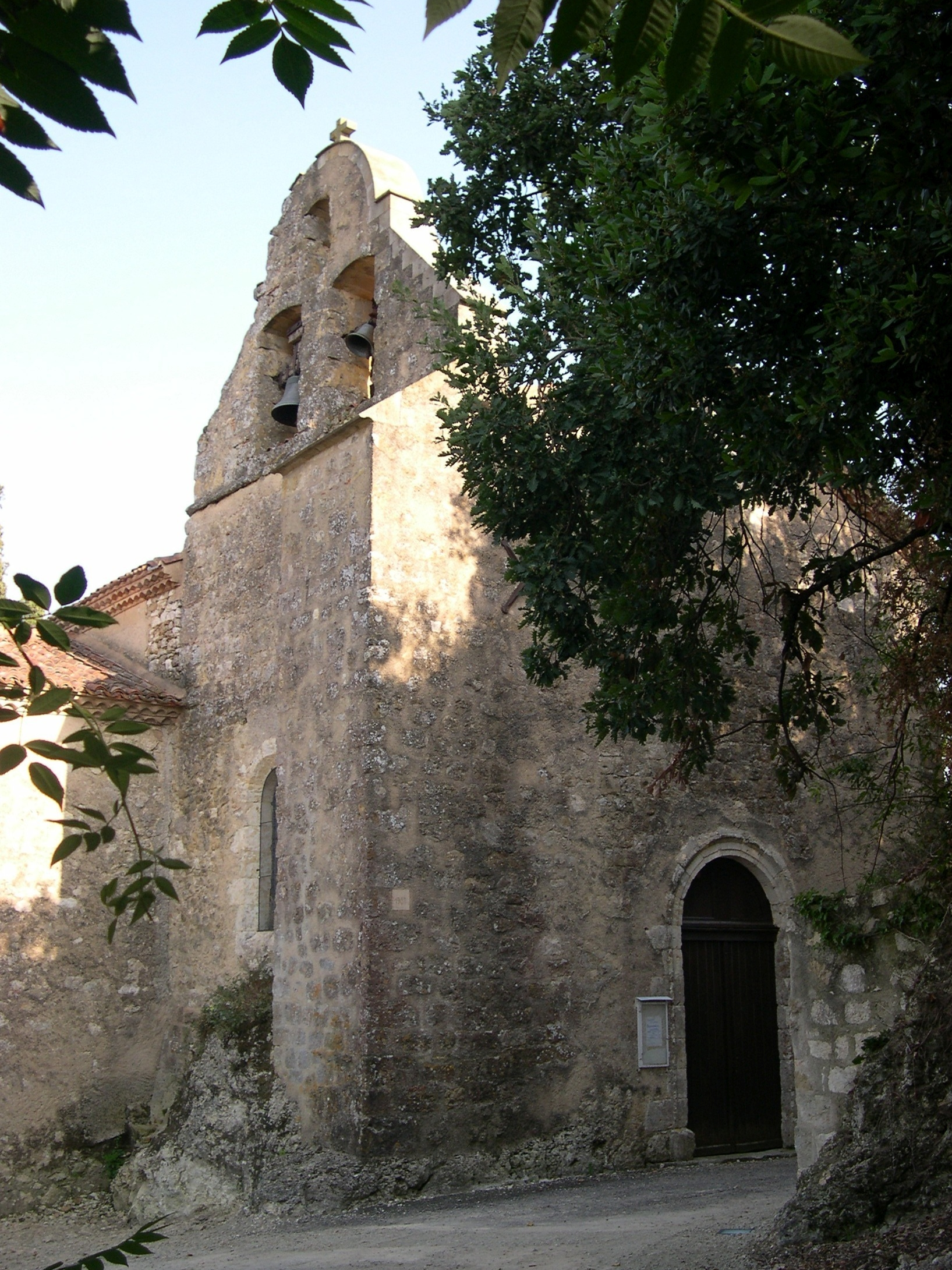
Kirche Saint-Jean-Baptiste

- Kirche Saint-Jean-Baptiste[1]

## Belege
1. ↑  Bilder der Sehenswürdigkeiten